# Legítima defensa (novela)
Legítima defensa (en inglés - The Rainmaker) es la sexta novela del escritor estadounidense John Grisham. Difiere de la gran mayoría de sus novelas por el hecho de estar escrita completamente en tiempo presente simple. En 1997 la historia fue llevada al cine en la película The Rainmaker (película), dirigida por Francis Ford Coppola y protagonizada por Matt Damon, Danny DeVito, Claire Danes, Jon Voight y Danny Glover.

## Sinopsis
Recién graduado, Rudy Baylor toma un caso contra una enorme compañía aseguradora que se negó a salvar la vida de un joven costeando un trasplante de médula. Baylor no posee experiencia en tribunales y tampoco tiene licencia para ejercer como abogado, solo tiene a su lado buenos amigos, un jefe generoso y una hermosa mujer.